# Subedej
Subedej  (mongolsko Сүбээдэй/Sübeedej, klasično mongolsko Sübügätäi ali  Sübü'ätäi) je bil prvi Džingiskanov in Ögedejev vojaški strateg in general, * 1176,  Burkan Kaldun, Mongolija,  † 1248, eeka Tuul, Mongolija.
Vodil je več kot dvajset vojnih pohodov, v katerih so Mongoli pokorili 32 narodov, zmagal v 65 bitkah in osvojil več ozemlja kot kateri koli drug poveljnik v zgodovini. V bitkah je zmagoval z domiselno in prefinjeno strategijo in uigranimi premiki armad, ki so bile včasih med seboj oddaljene tudi več kot petsto kilometrov. Najbolj znan je po svojem načrtu, po katerem so Mongoli 9. aprila 1241 v bitki pri Legnici premagali Poljake, dva dni kasneje pa v bitki pri Mohiju še Madžare.
V vojaški zgodovini je zapisan kot eden najslavnejših generalov Mongolskega cesarstva, ki je s svojo strategijo in taktiko pripomogel k mongolskim vojaškim uspehom v Aziji in Vzhodni Evropi. Subedej je tudi dokaz, da so v Mongolskem cesarstvu zasluge veljale več kot poreklo, saj je bil njegov oče Kaban verjetno kovač.
Mongolsko izročilo pravi, da je Subedej rekel Džingiskanu: »Ščitil te bom pred sovražniki kot te polstena obleka ščiti pred vetrom.«

## Mladost
Subedej je bil rojen med letoma 1160 in 1170, verjetno malo zahodno od zgornjega toka Onona v sedanji Mongoliji. Bil je iz plemena Urjankaj in njegova družina je bila več generacij povezana Džingiskanovo družino. General mongolske vojske je bil tudi Subedejev brat Dželme.
Subedej se je pridružil Džingiskanovi vojski pri sedemnajstih letih in v nekaj desetletjih postal eden najvišjih častnikov mongolske vojske. Poveljeval je eni od štirih klateških vojaških enot, ki so operirale pred glavnino vojske. Leta 1212 je v naskoku zavzel Huan, ki se omenja kot njegov prvi veliki in samostojni vojaški uspeh.

## Taktične sposobnosti
Subedej je bil eden prvih mongolskih generalov, ki je poleg Džingiskana spoznal pomembnost inženirskih enot v oblegovalnem vojskovanju. Oblegovalne naprave, ki so jih upravljali v glavnem kitajski vojni ujetniki iz prejšnjih vojnih pohodov, je uporabljal tudi na odprtem terenu. V bitki pri Mohiju, na primer, so madžarski samostrelci ponoči napadli  most, preko katerega so se pomikali Mongoli in povzročili velike izgube, naslednji dan pa so se silovito upirali Mongolom, ki so hoteli prečiti reko. Subedej jih je začel obstreljevati s katapulti in odprl pot svoji lahki konjenici. Njegovo obstreljevanje s katapulti je prva omenjena uporaba taktičnega topništva v Evropi. Medtem ko so si Mongoli utirali prehod preko reke, je dal Subedej malo pod obstoječim mostom zgraditi nov zasilni most, da bi obkolil Madžare. Tudi ta poteza je bila za Evropejce novost, na katero sploh niso bili pripravljeni.
Subedej je bil znan tudi po tem, da je v svojo vojsko vključeval pokorjena ljudstva, predvsem inženirje s posebnimi znanji. Poleg tega je sistematično zbiral podatke o nasprotniku in na njihovi podlagi načrtoval svoje premike, kar je dodelal v pravo umetnost. Informacije o ruskih kneževinah, Poljski in Ogrski, na primer, je začel zbirati več kot leto dni pred napadom na posamezno državo. Strategijo napada je prilagajal posameznemu nasprotniku, taktiko pa je spreminjal glede na moč nasprotnika, teren in vreme. Prednost je dajal lahki konjenici in skrbel, da so bile njegove čete vedno mobilne in samozadostne. Bitko je sprejel šele potem, ko je z manevriranjem spravil nasprotnika v podrejen položaj.
V nasprotju z evropskimi in japonskimi armadami, ki so pri poveljnikih najbolj cenile njihov osebni pogum, so v mongolski armadi cenili predvsem njihove strateške sposobnosti in taktično prilagodljivost med bitko. Zahodni poveljniki, na primer Rihard Levjesrčni, so v bitko jezdili na čelu svoje vojske, medtem ko sta Subedej in Batu kan sedela na vzpetini, s katere sta imela dober pregled nad bojiščem in nista neposredno sodelovala v bitki. Vse ukaze sta prenašala z zastavami. Zaradi takšnega načina vodenja bitk so bili Subedej in kani, katerih svetovalec je bil, zelo redko poraženi.
Pri tem je treba poudariti, da je bil Subedej med pohodom v Evropo star 65 let, kar je bilo za vojaškega poveljnika tistega časa zelo veliko.

## Prvi pohod na zahod
Džingiskan je Subedeja najprej poslal zasledovat pobegle Merkite. Leta 1216 jih je porazil ob reki Ču v severni Kirgiziji in nato še leta 1219 na ozemlju Kipčakov. Subedeja ja zatem ob reki Irgiz napadel  Mohamed II. Horezmski, vendar ga je Subedeju po trdi bitki uspelo odbiti.
Džingiskan se je leta 1219 s svojo vojsko odpravil na zahod in konec leta napadel Horezm. Subedej je poveljeval predhodnici 70.000 glave vojske, ki je bila mnogo močnejša od tiste, ki jo je Mohamed pričakoval. Mohamed je zato pobegnil  v Perzijo in Džingiskan je za njim poslal Subedeja in Džebeja z 10.000 vojaki. Mohamed jima ju ušel, vendar je kmalu zatem zbolel in na začetku leta 1221 umrl.
Subedej je del zime preživel v Azerbajdžanu, kjer se mu je porodila ideja, da bi obkrožil Kaspijsko jezero in izza hrbta napadel Kipčake. Po policijski akciji v Perziji in pohodu na Gruzijo so Mongoli pozimi po bližnjici prečili Kavkaz, da bi se izognili prelazu Derbent. Subedeju je s  pomočjo tajne diplomacije uspelo poraziti Alane in Donske Kipčake in 31. maja 1223 v bitki na Kalki zlomiti rusko vojsko. Napad na Volške Bolgare se je končal s porazom. Ko je dobil okrepitve, je podjarmil Kipčake in Kankale, se pridružil  Džingiskanovi vojski in se vrnil v Mongolijo.

## Dinastiji Xia in Jin
V pohodu proti dinastiji Xia leta 1226 je imel Subedej ključno vlogo.  Naslednje leto je osvojil ozemlje dinastije Jin ob zgornjem toku reke Wei, potem pa je zaradi Džingiskanove smrti prekinil vojaške operacije.
Džingiskanov naslednik Ögedej je v letih 1230–1231 osebno poveljeval mongolski armadi v napadu na dinastijo Jin v osrednji Kitajski, toda njegov poskus prodora v Henan je zaradi Subedejevega poraza  v Shan-ch’e-huju spodletel.  Mongoli so namesto tega napadli in zavzeli Fengxiang.
Leta 1231–1232 so Mongoli poskusili znova. Subedeju je tokrat s spretno taktiko uspelo doseči tri pomembne zmage: 9. februarja 1232 v Sanfengu, 24. februarja v Yangyiju in 1. marca v  T’ieh’lingu. Ögedej se je zatem z glavnino armade vrnil v Mongolijo in za seboj pustil Subedeja z manjšo vojsko z nalogo, da dokonča vojaške operacije v Henanu. Subedej je z veliko težavo osvajal velika mesta in je za dokončni obračun z dinastijo Jin potreboval dve leti. V tem času je sklenil zavezništvo z dinastijo Song, ki mu je pri tem pomagala. Songi in Mongoli so se kmalu zatem sprli in Songi so poleti 1234 z dvema armadama osvojili Kaifeng in Lojang. Mongoli so se zato vrnili na Kitajsko in pregnali dinastijo Song.

## Drugi val pohodov na zahod
Po porazu  Songov se je Ögedej odločil, da bo poslal glavnino svoje vojske na zahod in dokončno podjarmil Kipčake in Bolgare. Za poveljnika operacije je izbral Subedeja, vrhovno poveljstvo pa je formalno imel Batu kan.
Subedej ja najprej na severni obali Kaspijskega jezera porazil kipčaškega vladarja Bačmana in zatem še Volške Bolgare. Konec leta 1237 je napadel Rjazan in Vladimiro-suzdalsko kneževino. Svojo armado je razvil v tri kolone in operiral pozimi, kot je bilo pri Mongolih v navadi. Ruske sile so bile v treh spopadih trikrat poražene, njihova mesta pa takoj zatem zasedena. Mongoli so poletje 1238 počivali ob Donu, medtem ko so manjše vojaške enote podjarmljale razna plemena, ki so živela ob Črnem morju. Leta 1239 so Mongoli zasedli rusko kneževino Černigov.
Decembra 1240 so nepričakovano napadli Gališko-volinsko kneževino, ujeli njenega kneza in z njim sklenili mirovni sporazum. Zatem so nahitro zasedli Kijev, Vladimir in druga večja mesta in bili pripravljeni za napad na Srednjo Evropo.

## Napad na Srednjo Evropo
Ko so Mongoli opustošili ruske kneževine, so na Poljsko, Ogrsko in celo v Avstrijo poslali svoje vohune  in se pripravili za napad na Srednjo Evropo. Subedej je na podlagi zbranih podatkov izdelal načrt za napad, ki so ga uradno vodili Batu kan, Kadan in Gujuk, dejanski poveljnik pa je bil Subedej.
Mongolska vojska je bila razdeljena na tri armade: severna armada pod Kadanovim poveljstvom je krenila proti Poljski, srednja armada, kateri je poveljeval Subedej, je šla čez Karpate na Ogrsko, južna armada pod Gujukvim poveljstvom pa je šla čez Moldavijo, Vlaško in Transilvanijo. Na Ogrskem so se nato vse tri armade združile.
Ogrski kralj Béla IV. Arpad je zaradi vdora Mongolov  v Esztergomu, mestu ob Donavi severno od Budima in Pešte, sklical vojni svet. Ker je Batu prodiral s severovzhoda, so se ogrski veljaki odločili, da  svojo vojsko zberejo v Pešti in nato krenejo na sever proti mongolski armadi. Ko so Mongoli izvedeli za njihov načrt, so se umaknili na reko Šajo in za seboj zvabili nasprotnika. Bojišče, ki ga je izbral Subedej, je bilo primerno za mongolsko taktiko vojskovanja: gozdnat teren za njegovim hrbtom je dobro skril mongolsko vojsko pred nasprotnikovimi izvidniki, medtem ko je bila nasprotnikova vojska na ravnici Mohi na drugi strani reke vidna že od daleč.
Bitka pri Mohiju se je začela ponoči 10. aprila 1241, dan potem, ko je Kadan pri Legnici premagal poljsko vojsko Henrika II. Pobožnega.  Manjši oddelek mongolske vojske je prečil reko Šajo in se z juga približal ogrskemu taboru. Glavnina vojske je šla čez reko po mostu v Mohiju. Pri prehodu je naletela na oster odpor ogrskih samostrelcev, katerega so strli s katapulti. Ko je bila cela vojska na drugem bregu reke, je južni kontingent napadel.
Nastala je popolna panika. Ker so imeli Mongoli zaradi ogrskih samostrelcev v svoji konjenici večje izgube kot običajno, niso želeli, da bi se Madžari borili do zadnjega moža. V obroču so jim zato pustili  dobro vidno vrzel, skozi katero bi lahko pobegnili. Vrzel je bila eden od Subedejevih preizkušenih trikov, ki je pri nasprotniku povzročil občutek ugodja, v resnici pa je bil nekaj povsem drugega.
Subedejeva ukana je uspela. Madžari so se pod mongolskim pritiskom umaknili skozi vrzel v mongolskih vrstah in se razkropili in postali žrtve mongolskih konjenikov lokostrelcev. Kasnejši opisi bitke pravijo, da so bila trupla ubežnikov posejana po pokrajini dva dni hoda od bojišča. V bitki sta bila ubita dva nadškofa in trije škofi in 40.000 vojakov. Ogrska vojska je bila v eni sami bitki popolnoma uničena, Mongoli pa so izgubili manj kot 1.000 mož.
Subedej je do konca leta 1241 izdelal načrt za napad na Sveto rimsko cesarstvo, potem pa so prišle novice o Ögedejevi smrti. Mongoli in z njimi tudi Subedej so se na zahtevo svojih knezov umaknili v Mongolijo in Evropa si je oddahnila.
Nekateri zgodovinarji trdijo, da so Subedeja odpoklicali v Mongolijo zato, ker so se po Ögedejevi smrti zbali njegove moči. Trditev je protislova, saj je bil Subedej komandant mongolske armade od Džingiskanovih časov in skoraj do svoje smrti.

## Zadnja leta
Gujuk je po svoji izvolitvi za velikega kana odpoklical Subedeja s položaja poveljnika mongolskih sil na zahodu in ga leta 1246 imenoval za poveljnika pohoda proti dinastiji Song. Subedej je bil takrat star že sedemdeset let. Večina zgodovinarjev je prepričana, da premestitev ni bila posledica slabega poveljevanja, ampak ravno obratno. Gujuk in Batu namreč nista bila v najboljših odnosih, zato je Gujuk z zahoda umaknil vse svoje najboljše generale, samo da ne bi bili na razpolago Batu kanu. Subedej je bil na pohodu proti Songom leta 1246–1247 potem pa se je vrnil v Mongolijo, kjer je leta 1248 umrl.